# Ditizone
Il ditizone (o difeniltiocarbazone) è un tiocarbazone.
A temperatura ambiente si presenta come un solido verde inodore. 
Viene usato in associazione all'idrossido di sodio diluito nella determinazione analitica qualitativa dello zinco nel IV gruppo di precipitazione di cationi (solfuri insolubili in ambiente alcalino). 
In presenza di zinco assume una colorazione rosso intenso, se il metallo non è presente la colorazione passa dal verde al giallo aranciato.